# Ermita de Santa Eugenia (Aldeasoña)
Las ruinas de la ermita de Santa Eugenia se encuentran cerca de la localidad segoviana de Aldeasoña (Castilla y León, España).

## Situación
Las ruinas de la Ermita de Santa Eugenia se encuentran al pie de una ladera cercana al casco urbano de Aldeasoña. Se accede a ellas desde la carretera que conduce a Fuentesaúco de Fuentidueña, donde nace un pequeño camino vecinal que se dirige a las antiguas eras de la localidad.

## Historia
En 1720, en el Libro de Cuentas de Fábrica de la Iglesia de Santa María Magdalena se menciona por primera vez la Ermita de Santa Eugenia para dejar constancia de que ha sido retejada con cargo a la citada parroquia.
En 1726, la iglesia parroquial vuelve a sufragar una compostura de la ermita cuyo objeto es muy probable que fuera algún tipo de reparación de la cubierta del edificio. La reiteración de reparaciones en periodos de tiempo muy cortos permite afirmar que la Ermita de Santa Eugenia era un edificio de escasa calidad constructiva.
En 1749, la ermita es completamente remozada puesto que se vuelve a reparar el edificio y se le dota de un retablo cuyo paradero actual es totalmente desconocido. Las obras son sufragadas por la parroquia y la Cofradía de la Veracruz.
En 1755, en el transcurso de una visita pastoral del obispo de Segovia, el párroco declara que la ermita está bien reparada pero que no tiene renta alguna, siendo todas las reparaciones por cuenta de la Cofradía de la Veracruz. Todo parece indicar que la iglesia parroquial se había desvinculado totalmente del edificio debido al alto coste de su mantenimiento.
En 1767, la ermita fue demolida para edificar una nueva porque amenazaba ruina, sin embargo, la ermita nunca se reedificó. Los antepasados de los actuales propietarios de la Casa del Mayorazgo recibieron la imagen de Santa Eugenia como compensación por un donativo en metálico para la reedificación de la ermita que no les fue devuelto.

## Descripción
La ermita de Santa Eugenia era un pequeño edificio de planta rectangular con sólidos muros de mampostería y una cubierta a dos aguas que siempre generó muchos problemas. A día de hoy, solamente permanecen en pie los restos de dos muros que nos permiten hacernos una idea aproximada del aspecto y las dimensiones que debió tener en su día.

## Festividad
La festividad de Santa Eugenia hace muchos años que no se celebra en Aldeasoña, no obstante, la tradición oral afirma que la imagen de Santa Eugenia permanecía todo el año en el interior de su ermita bajo el atento cuidado de los miembros de la Cofradía de la Veracruz que la trasladaban a la iglesia parroquial unos días antes de la festividad con el objeto de que los feligreses pudieran dedicarla una novena antes de ser llevada en procesión hasta su ermita el día de la festividad.